# Нововерхіське сільське поселення
Нововерхі́ське сільське поселення (рос. Новосерхисское сельское поселение) — муніципальне утворення у складі Інсарського району Мордовії, Росія. Адміністративний центр — село Нові Верхіси.

## Історія
Станом на 2002 рік існували Новлейська сільська рада (село Новлей, присілки Александровка, Жедріно), Староверхіська сільська рада (села Нові Верхіси, Старі Верхіси) та Яндовищенська сільська рада (села Усискіно, Яндовище, селища Венера, Жегаліно).
2007 року було ліквідовано присілок Жедріно.
17 травня 2018 року утворено нове Нововерхіське сільське поселення у складі трьох ліквідованих: Новлейське сільське поселення (село Новлей, присілок Александровка), Староверхіське сільське поселення (села Нові Верхіси, Старі Верхіси) та Яндовищенське сільське поселення (села Усискіно, Яндовище, селища Венера, Жегаліно).

## Населення
Населення — 693 особи (2019, 904 у 2010, 1150 у 2002).

## Склад
До складу поселення входять такі населені пункти:
| Населений пункт         | Населення, осіб (2002) | Населення, осіб (2010) |
| ----------------------- | ---------------------- | ---------------------- |
| Александровка, присілок | 9                      | 0                      |
| Венера, селище          | 40                     | 30                     |
| Жегаліно, селище        | 10                     | 1                      |
| Жедріно, присілок       | 2                      | -                      |
| Нові Верхіси, село      | 249                    | 202                    |
| Новлей, село            | 333                    | 269                    |
| Старі Верхіси, село     | 252                    | 190                    |
| Усискіно, село          | 62                     | 49                     |
| Яндовище, село          | 193                    | 163                    |